# إيفان ستويانوف (لاعب كرة قدم مواليد 1991)
إيفان ستويانوف هو لاعب كرة قدم بلغاري في مركز الدفاع، ولد في 9 يوليو 1991 في بلوفديف في بلغاريا. لعب مع بيرين جوتشي ديلتشيف.

## وصلات خارجية
- إيفان ستويانوف (لاعب كرة قدم مواليد 1991) على موقع قاعدة بيانات كرة القدم.إي يو (الإنجليزية)
- إيفان ستويانوف (لاعب كرة قدم مواليد 1991) على موقع Soccerway.com (الإنجليزية)